# Minke Smabers
Minke Smeets, nata Smabers (L'Aia, 22 marzo 1979), è una hockeista su prato olandese.

## Palmarès

### Olimpiadi
- 3 medaglie:
  - 1 oro (Pechino 2008)
  - 1 argento (Atene 2004)
  - 1 bronzo (Sydney 2000)

### Mondiali
- 4 medaglie:
  - 1 oro (Madrid 2006)
  - 3 argenti (Utrecht 1998; Perth 2002; Rosario 2010)

### Europei
- 3 medaglie:
  - 2 ori (Colonia 1999; Dublino 2005)
  - 1 argento (Manchester 2007)

### Champions Trophy
- 10 medaglie:
  - 3 ori (Amstelveen 2000; Rosario 2004; Quilmes 2007)
  - 2 argenti (Brisbane 1999; Amstelveen 2001)
  - 5 bronzi (Berlino 1997; Macau 2002; Sydney 2003; Amstelveen 2006; M'gladbach 2008)